# III. Dirk holland gróf
III. Dirk (989 – 1039. május 27.) (Diederik, Theodoric néven is szerepel) a mai Hollandia központi részének uralkodó grófja, aki a Német-Római Birodalmon belül meglehetős szuverenitással rendelkezett. 1030 körül valószínűleg zarándokúton járt a Szentföldön, ezért kaphatta Hierosolymita melléknevét.

## A grófság
A tartományt ebben a korban Nyugat-Frízföldnek nevezték, csak később, 1101-ben említik először a Holland néven. Utóbb viszont a grófi dinasztiával kapcsolatosan visszamenőleg is inkább a Holland grófja elnevezés a használatos. (A magyar nyelvben az egész későbbi ország erről a tartományról kapta elnevezését, más nyelveken ez nem így van.) A korabeli grófság területét körülbelül a jelenlegi Dél-Holland és Észak-Holland tartományok fedik le.
A terület földrajzi viszonyai alapvetően különböztek a jelenlegiektől: mocsaras, az áradások által gyakran elöntött vidék volt, ritka lakossággal a dűnéken és a folyóparti magaslatokon.

## Élete
Apja Arnulf gróf volt, anyja Luxemburgi Luitgard. Apja 993-ban a Winkel mellett fríz felkelőkkel vívott csatában elesett, ezért 1005-ig, nagykorúvá válásáig anyja régensként uralkodott helyette. A későbbiekben is támaszkodott anyja kapcsolataira: egy újabb fríz lázadás megfékezéséhez anyja sógora, II. Henrik német-római császár nyújtott támogatást. A német sereg Utrechtből hajókkal érkezett a helyszínre.
Konfliktus a császárral
A grófság területén fontos kereskedelmi útvonalak haladtak át, különösen Tiel, későbbi Hanzaváros és Anglia között. Három közeli egyházi hatalmasság, Utrecht, Köln és Trier püspökei is meg szerették volna szerezni a területet.
III. Dirk azonban erődítményt építtetett Vlaardingennél, fríz lakosokat telepített erre a stratégiai fontosságú helyre és vámot kezdett szedni az ott áthaladni kénytelen kereskedőktől. Erre nem volt engedélye a császártól, ezért II. Henrik a kereskedők panasza nyomán hadjáratot indított ellene.
A II. Gotfrid, Alsó-Lotaringia hercege által vezetett lovagi hadakat azonban Dirk főleg fríz csapatai, a mocsaras terep ismeretét kihasználva, tönkreverték a vlaaardingeni csatában. A győzelem nyomán Dirk megtarthatta birtokait, és folytatta az adószedést is.
Családja
III. Dirk Othelindist, I. Bernát szász herceg lányát vette feleségül. Dirk nevű fia IV. Dirk néven követte őt a grófság élén, majd annak halála után másik fia, I. Floris következett.
III. Dirk halála után, 1039-ben felesége visszatért Szászországba, ahol 1044-ben hunyt el. A gróf hamvait az I. Dirk által alapított egmondi apátságban temették el.